# Fourteen Sonnets (tomik Williama Lisle’a Bowlesa)
Fourteen Sonnets (Fourteen Sonnets, Elegiac and Descriptive. Written during a Tour) – tomik liryków angielskiego wczesnoromantycznego poety Williama Lisle’a Bowlesa, opublikowany w 1789. Zbiorek został życzliwie przyjęty nie tylko przez czytelników, ale także przez sławnych później poetów Williama Wordswortha i Samuela Taylora Coleridge’a. W 1798 ukazała się poszerzona edycja tomu pod tytułem Sonnets and Other Poems, zawierająca również poemat Hope, an Allegorical Sketch.